# Neguinho do Samba
Antônio Luís Alves de Souza, más conocido como Neguinho do Samba (1954/1955 - Salvador 31 de octubre de 2009) fue un músico brasileño, inició su camino como percusionista de bloco afro en Ile Aiye, creador del samba-reggae, director del grupo Olodum (desde el año 1981) y fundador de la Asociación para la Educación y la Cultura Didá (1993), ambos con sede en el Pelourinho en Salvador.
Además de dirigir a Olodum en la canción de Michael Jackson They Don't Care About Us, también participó junto con el grupo en la grabación  del disco The Rythm of the Saints de Paul Simon.
Neguinho murió a los 54 años debido a problemas cardíacos.
La Asociación para la Educación y la Cultura Didá es un proyecto que tiene como objetivo proporcionar a las mujeres, especialmente las mujeres negras, un espacio para exponer sus ideas y desarrollar actividades. Es una asociación cultural sin fines de lucro fundada en 1993, y actúa para promover actividades educativas gratuitas, basadas en el arte y las manifestaciones populares creadas y mantenidas por los africanos y sus descendientes.